# Plasa Zlatna, județul Alba
Plasa Zlatna (între 1938 și 1950) a fost o unitate administrativă sub-divizionară de ordin doi în cadrul județului Alba (interbelic). Reședință de plasă era comuna Zlatna.

## Descriere
Plasa Zlatna a luat ființă prin desființarea plășii Ighiu și a funcționat între anii 1938-1950. Prin Legea nr. 5 din 6 septembrie 1950 au fost desființate județele și plășile din țară, pentru a fi înlocuite cu regiuni și raioane, unități administrative organizate după model sovietic.